# Без изход (2000)
Без изход (на английски: No Way Out) е първото самостоятелно годишно pay-per-view събитие от поредицата Без изход, продуцирано от Световната федерация по кеч (WWF). Събитието се провежда на 27 февруари 2000 г. в Хартфорд, Кънектикът.

## Обща информация
Основното събитие е мач в Адска клетка между шампиона на WWF Трите Хикса и Кактус Джак. Трите Хикса печели мача, за да запази титлата си. Представеният двубой в ъндъркарда е стандартен мач, за шампионски мач на Кечмания 2000, в който Грамадата побеждава Скалата.

## Резултати
| №                                         | Резултати | Правила                                                                                                   | Време |
| ----------------------------------------- | --- | --- | ----- |
| 1                                         | Кърт Енгъл побеждава Крис Джерико (ш) (с Чайна)                                                                                | Индивидуален мач за Интерконтиненталната титла на WWF                                                     | 10:14 |
| 2                                         | Дъдли бойз (Бъба Рей Дъдли и Дивон Дъдли) поб. Разбойниците на Новото време (Били Гън и Роуд Дог) (ш)                          | Отборен мач за Световните отборни титли на WWF                                                            | 05:20 |
| 3                                         | Марк Хенри (с Мей Йънг) поб. Висцера                                                                                           | Индивидуален мач                                                                                          | 03:44 |
| 4                                         | Острието и Крисчън поб. Харди бойз (Джеф Харди и Мат Харди) (с Тери Рънълс)                                                    | Отборен мач за определяне #1 претенденти за Световните отборни титли на WWF                               | 15:05 |
| 5                                         | Таз поб. Биг Бос Мен (с Принц Албърт) чрез дисквалификация                                                                     | Индивидуален мач                                                                                          | 01:23 |
| 6                                         | Екс Пак (с Тори) поб. Кейн (с Пол Беърър)                                                                                      | Мач без дисквалификации                                                                                   | 07:50 |
| 7                                         | Много яко (Гранд Мастър Секси, Рикиши и Скоти Ту Хоти) поб. Радикалите (Крис Беноа, Дийн Маленко и Пери Сатърн) (с Еди Гереро) | Шесторен отборен мач                                                                                      | 13:30 |
| 8                                         | Грамадата поб. Скалата | Индивидуален мач за определяне #1 претендент за Титлата на WWF на Кечмания 2000                           | 09:33 |
| 9                                         | Трите Хикса (ш) (със Стефани Макмеън–Хелмсли) поб. Кактус Джак                                                                 | Мач в Адска клетка Титла срещу Кариера за Титлата на WWF; ако Кактус Джак загуби, трябва да се пенсионира | 23:57 |
| - (ш) – указва шампиона/шампионите в мача | | |       |